# Ranxeria Likely
La ranxeria Likely és una reserva índia federal que pertanya a la tribu Pit River, una tribu reconeguda federalment d'amerindis de Califòrnia. La ranxeria es troba al comtat de Modoc al nord de Califòrnia.
La ranxeria Likely té una superfície d'1,32 acres (5.300 metres quadrats). Fou comprada per la tribu Pit River en 1922 i usada com a llur cementiri tribal.Té la distinció de ser la reserva índia més petita dels Estats Units. Es troba a uns tres quilòmetres al sud-est de la comunitat de Likely, al comtat de Modoc.